# Фуљанка
Фуљанка (слч. Fulianka) насељено је мјесто са административним статусом сеоске општине (слч. obec) у округу Прешов, у Прешовском крају, Словачка Република.

## Становништво
| Година:    | 1994. | 2004.   | 2014.   | 2024.   |
| ---------- | ----- | ------- | ------- | ------- |
| Број људи: | 358   | 388     | 393     | 417     |
| Разлика:   |       | +8,37 % | +1,28 % | +6,10 % |

| Година:    | 2023. | 2024. |
| ---------- | ----- | ----- |
| Број људи: | 417   | 417   |
| Разлика:   |       | +0 %  |

Према подацима о броју становника из 2024. године насеље је имало 417 становника.